# Meseta de Allegheny
La meseta de Allegheny (del inglés: Allegheny Plateau) es una gran meseta diseccionada de los Estados Unidos localizada en la zona oeste y central de Nueva York, en la zona norte y este de Pensilvania, en la zona norte de Virginia Occidental, y en el este de Ohio. Esta meseta se encuentra dividida en dos secciones principales: la meseta Allegheny no glacial y la meseta Allegheny glacial.
Esta meseta se extiende hacia el sur entrando en la zona este de Virginia Occidental, al este de Kentucky y Tennessee donde la meseta es conocida como meseta de Cumberland.
Finalmente esta meseta llega al este de las montañas Allegheny, que forman los picos más elevados al oeste del frente Allegheny. Este frente, a su vez, se extiende desde la región central de Pensilvania hasta dentro de la zona este de Virginia Occidental.
La meseta es bordeada al oeste por una planicie formada por los glaciares del norte, generalmente al norte del río Ohio, y la región de la meseta Bluegrass al sur, generalmente al sur del río Ohio.
Su elevación varía enormemente. En la región glacial de la meseta Allegheny, el relieve puede llegar máximo a unos 30 metros de altura o menos; pero en la meseta Allegheny no glacial, sobre la zona sur de Ohio y la región oeste de Virginia Occidental, su relieve se encuentra típicamente entre los 60 y los 120 metros. La elevación absoluta de esta área ronda los entre los 260 m y los 460 m, por el lado del Frente Allegheny, sin embargo la elevación puede trepar a los 1.200 m, con caídas de hasta unos 600 m.
Una de las áreas geológicas más notables dentro de la meseta Allegheny es la Región de Hocking Hills, en el sudeste de Ohio.

## Geología y fisiografía

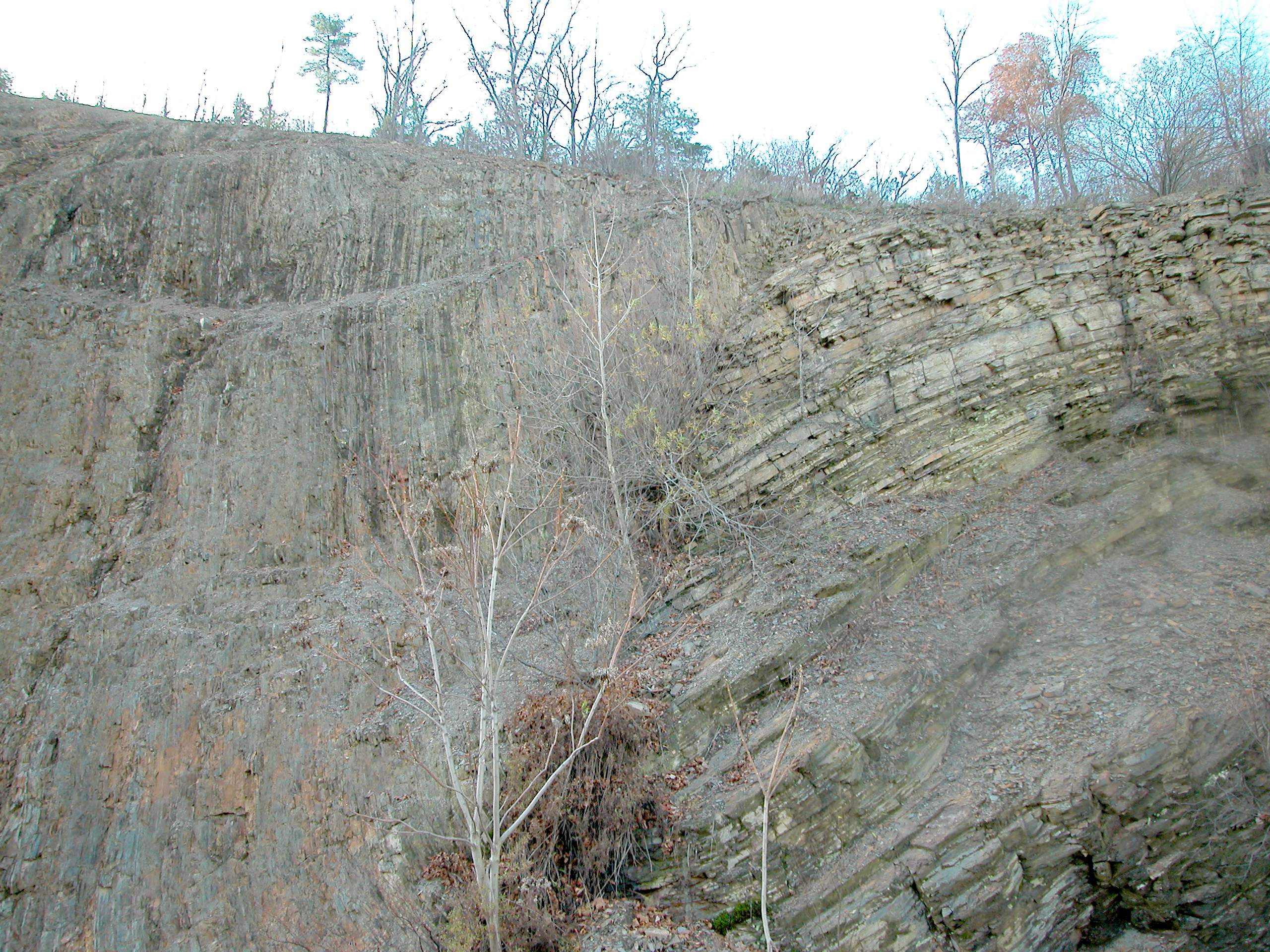
La gran falla que divide la línea entre la meseta Allegheny y las montañas Apalache, en Williamsport (PA).

La meseta Allegheny es una de las regiones fisiográficas de la gran provincia de la meseta Apalache, la cual a su vez forma parte de la divisio fisiográfica de los montes Apalaches.